# Metapioplasta cornifrons
Metapioplasta cornifrons là một loài bướm đêm trong họ Noctuidae.